# Wendorf
Wendorf ist eine Gemeinde im Landkreis Vorpommern-Rügen in Mecklenburg-Vorpommern. Sie wird vom Amt Niepars mit Sitz in der Gemeinde Niepars verwaltet. Die Einwohnerzahl hat sich seit 1990 etwa verdreifacht.

## Geografie
Wendorf liegt etwa fünf Kilometer südlich der Stadt Stralsund an der Verbindungsstraße zwischen Voigdehagen und Zarrendorf. Ebenso verfügt der Ort über eine Anbindung an Groß Lüdershagen.

### Ortsteile
- Teschenhagen
- Groß Lüdershagen
- Neu Lüdershagen
- Zitterpenningshagen
- Wendorf

## Geschichte
Wendorf wurde 1285 erstmals urkundlich erwähnt. Das Dorf wurde mehrmals durch die Nähe zur Stadt Stralsund bei Kriegen in Mitleidenschaft gezogen. So lagen die Orte nach der Belagerung Wallensteins im Dreißigjährigen Krieg, der Belagerung durch den Großen Kurfürsten Friedrich Wilhelm von Brandenburg im Schwedisch-Brandenburgischen Krieg und dem Nordischen Krieg jahrelang wüst. Ab 1648 wurden die Orte Voigdehagen, Zitterhagen (jetzt: Zitterpenningshagen), Wendorf und Arendsee wieder neu aufgebaut.
Fürst Wizlaw III. bestätigte am 10. Mai 1321 der Stadt Stralsund ihre Privilegien und ihren Besitz betreffend in den Dörfern Devin, Teschenhagen, Zitterpenningshagen, Voigdehagen, Wendorf, Lüdershagen, Vogelsang, Lüssow, Langendorf und Kedingshagen. Die Privilegien sind dieselben wie in früheren Bestätigungen. Am 24. März 1340 überließen die Ritter Johann und Borante aus Putbus, Theze und Stoyslaus, Brüder der Genannten, dem Rate von Stralsund das Dorf Wendorf und das Dorf Horst iusla ecclesiam in Boranteshagen situatam, mit hoher und niederer Gerichtsbarkeit und allem Zubehör, außer dem Patronat der genannten Kirche.
1790 wurde ein Weg über die Heide von Wendorf und Voigdehagen durch den Kapitän von Born zu Zarrendorf für seine Torffuhren gelegt. Zwischen 1817 und 1829 kam es zu einer Erneuerung der Grimmer Landstraße von Voigdehagen bis Wendorf sowie Pflanzung von Bäumen an den Landstraßen. Ab 1880 wurde auch die Wehr gegen Feuer durch den Ankauf einer Feuerspritze für den Spritzenverband Negast-Wendorf erheblich verbessert.
Von 1898 bis 1899 klagte das Heilgeisthospital gegen den Gemeindevorsteher Gustav Raetz in Wendorf wegen einer nicht eingelösten Verpflichtung, sich an den Baukosten des Pfarrhauses in Voigdehagen zu beteiligen. Das betraf nicht nur Wendorf, auch die Voigdehäger waren nicht bereit, sich an den Kosten für das Pfarrhaus zu beteiligen.
Bis zum Ende des Zweiten Weltkrieges wurden die Güter Wendorf, Voigdehagen und Zitterpenningshagen immer wieder verpachtet. Dem Heilgeisthospital gehörten hier zahlreiche Ländereien. Nach 1945 wurden im Zuge der Bodenreform in der sowjetischen Besatzungszone zahlreiche Ländereien enteignet und später den Landwirtschaftlichen Produktionsgenossenschaften der DDR zugeführt, die die Ländereien bewirtschafteten.
Die Gemeinde war bis 1952 Teil des Landkreises Franzburg-Barth und gehörte danach bis 1994 zum Kreis Stralsund im Bezirk Rostock. Seit 1990 gehören Wendorf und Groß Lüdershagen zum Land Mecklenburg-Vorpommern. Dabei gehörte Wendorf ab 1994 zum Landkreis Nordvorpommern und seit der Kreisgebietsreform Mecklenburg-Vorpommern 2011 zum Landkreis Vorpommern-Rügen.
- Groß Lüdershagen: Das Gut gehörte den Familien von Braun (Anfang des 17. Jahrhunderts), Alexander von Eskin (1652), dem Stralsunder Stadtkommandant Oberst Otto von Schulmann (bis 1780) und Nikolaus von Baumann. Das Herrenhaus wurde 1866 errichtet.

- Neu Lüdershagen war ein Gutsdorf, seit mindestens 1892 im Besitz der Grafen von Klot-Trautvetter auf Hohendorf. Das Gut wurde 1932 aufgesiedelt. Das sanierte Gutshaus stammt aus dem 19. Jahrhundert.

- Zitterpenningshagen war ebenso ein Gutsdorf, welches auch heute noch ein Gutshaus aus der Mitte des 19. Jahrhunderts enthält. Dem Gutshaus schließt sich ein großer Gutspark an. Weiterhin befindet sich in Zitterpenningshagen auch ein Findlingsgarten, welcher 2006 eröffnet wurde und dessen Herzstück ein 18 Tonnen schwerer Granitstein aus dem skandinavischen Raum ist. In dem Gutshaus von Zitterpenningshagen befand sich zwischen 1946 und 1957 auch der Sitz der Gemeinde Wendorf.

## Wappen, Flagge, Dienstsiegel
Die Gemeinde verfügt über kein amtlich genehmigtes Hoheitszeichen, weder Wappen noch Flagge. Als Dienstsiegel wird das kleine Landessiegel mit dem Wappenbild des Landesteils Vorpommern geführt. Es zeigt einen aufgerichteten Greifen mit aufgeworfenem Schweif und der Umschrift „GEMEINDE WENDORF * LANDKREIS VORPOMMERN-RÜGEN“.

## Liste der Pächter in Wendorf
Die folgende Liste zeigt die Pächter in Wendorf, welche sich bis hierher im Stralsunder Stadtarchiv und im Kloster zum Heiligen Geist nachweisen lassen. Die Zeitliste ist aktuell noch nicht vollständig.
| Zeitraum der Pacht | Pächter |
| 1733–1735          | Verpachtung des Hofes in Wendorf an Hans Mazzen |
| 1744–1754          | Verpachtung des Kruges in Wendorf an Karl Wieken bzw. Joachim Konrad Tönnies und Hans Jochen Pamprien |
| 1754–1764          | Verpachtung des Kruges in Wendorf an Johann Caspar Sackmann bzw. Jacob Schröder |
| 1757–1790          | Verpachtung des Kruges und des dazu gehörenden Ackers in Wendorf an Joachim Thomsen bzw. Georg Rudolph Schulz |
| 1790–1794          | Verpachtung des Gutes in Wendorf an Georg Rudolph Schulz bzw. Ewald Lösewitz |
| 1793–1808          | Verpachtung der Güter Voigdehagen, Zitterpenningshagen und Wendorf an Karl Döhn |
| 1794–1814          | Verpachtung des Kruges in Wendorf an Karl Döhn |
| 1814–1835          | Verpachtung der Güter Voigdehagen, Zitterpenningshagen und Wendorf an Johann Friedrich Pluns |
| 1849–1856          | Verpachtung der Heidefläche in Wendorf und Zitterpenningshagen sowie Anlegung eines Schießstandes für die Landwehr – Artillerie |
| 1856–1874          | Verpachtung des Gutes Wendorf an Wilhelm Klingender bzw. Hugo Wilhelm Stever |
| 1866–1875          | Verpachtung des Gutes Groß Wendorf an Pächter Horst bei Garz auf Rügen und Verkauf dieses Gutes an Gutsbesitzer Schirrmann aus Prohn |
| 1919–1939          | Pachtvertrag mit Albert Callies von Johannis 1919 bis Johannis 1939, 13. November 1918.- Abstandsvertrag, 11. Juni 1927.- Lebenslauf von Wilhelm Buhs, Wendorf bei Horst.- Verpfändungsvertrag zwischen der Deutschen Domänenbank und den Gutspächter Wilhelm Buhs. |

## Sehenswürdigkeiten

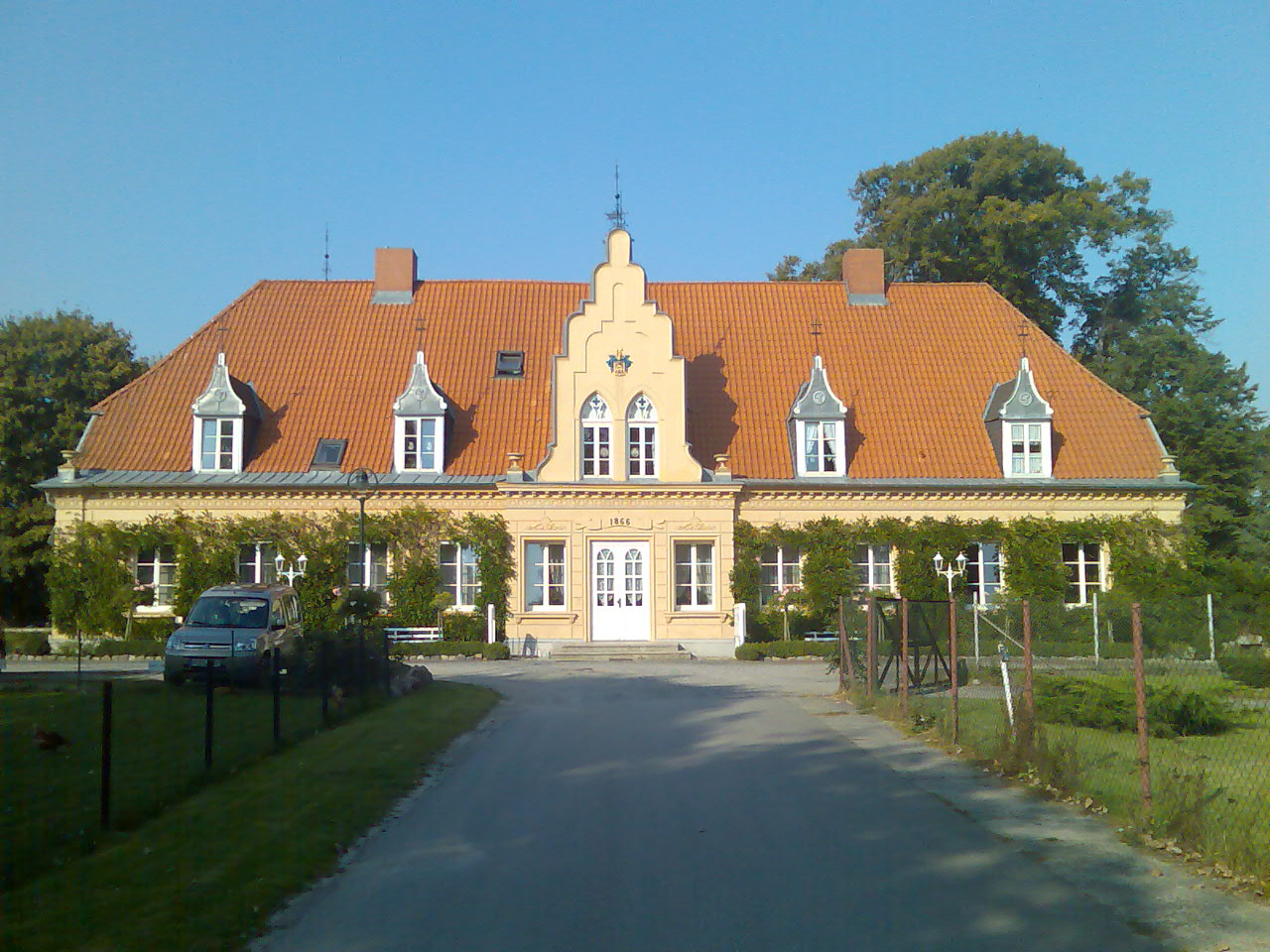
Gutshaus in Groß-Lüdershagen

- Gutshaus Groß Lüdershagen von 1866 der Familien Langen und Keffenbrinck als eingeschossiger Putzbau mit zweigeschossigem Eingangsrisalit und Krüppelwalmdach.
- Gutshaus Zitterpenningshagen[22]
- Naturschutzgebiet Försterhofer Heide
- Findlingsgarten Zitterpenningshagen

## Verkehrsanbindung
Durch den Ort verlaufen die Bundesstraße 96 und die Bahnstrecke Angermünde–Stralsund.